# Derek Hallas
Derek Hallas (Leeds, Inglaterra; 1934-13 de mayo de 2025) fue un jugador y entrenador de rugby británico que jugó en la posición de centro.

## Carrera

### Club
| Periodo | Club             |
| ------- | ---------------- |
| 1953–59 | Keighley Cougars |
| 1959–62 | Leeds Rhinos     |
| 1962–63 | Keighley Cougars |
| 1963–65 | Parramatta Eels  |

### Selección nacional
Jugó para Gran Bretaña en los partidos ante Francia y Nueva Zelanda en 1961.France, and New Zealand.

### Entrenador
Entrenó al Halifax Panthers en la temporada de 1974.

## Logros
- Rugby Football League Championship (1): 1960/61.[4]